# Fancy (canção)
"Fancy" é uma canção da rapper australiana Iggy Azalea, com a parceria da cantora inglesa Charli XCX, para o seu primeiro álbum de estúdio The New Classic. A canção foi lançada pela primeira vez através da Island Def Jam, em 17 de fevereiro de 2014, servindo como o terceiro single do álbum para a Europa, sendo disponibilizada em todo o mundo no dia 6 de abril de 2014, através da Virgin EMI e Universal Music. "Fancy" serve como quarto single do álbum fora da América do Norte. A canção ficou entre os singles mais baixados em 2014, segundo dados da IFPI.

## Antecedentes
Em 5 de dezembro de 2013, uma música não finalizada de Azalea, apareceu com o título "Leave It" e a descrição "produzida por DJ Mustard" vazou na internet. Azalea revelou mais tarde a canção foi, de fato, produzida por The Invisible Men, que colaborou em todo o seu álbum. Em 5 de fevereiro de 2014, Azalea anunciou que iria lançar um novo single intitulado "Fancy", com a cantora e compositora inglesa Charli XCX, na mesma semana.. A canção foi lançada na BBC Radio 1 Xtra no dia seguinte. Após a estreia da canção, foi revelado que "Fancy" era a canção que vazou com o nome de "Leave It". Em 17 de fevereiro de 2014 a canção foi lançada para as rádios urban contemporary do Reino Unido, servindo como o quarto single do álbum.

## Videoclipe
O videoclipe para a canção, foi filmado em fevereiro de 2014, em Los Angeles e estreou em 4 de março de 2014, na VEVO. Dirigido por Director X, o vídeo foi inspirado no filme Clueless, onde Azalea interpreta a socialite Cher Horowitz e XCX interpreta Tai Frasier, um remake das personagens do filme de 1995 estrelado por Alicia Silverstone e Brittany Murphy.

### Sinopse
O vídeo começa com Iggy, numa sala cheia de roupas, usando um certo aparelho eletrônico, que troca roupas. Em seguida, se passa para uma sala de aula, onde Iggy apresenta um trabalho. A cena muda para o refeitório, onde Charli XCX aparece sentada com seus companheiros de classe. São intercaladas cenas com Iggy e algumas dançarinas, dançando perto de uma grande grade e Charli XCX com Iggy Azalea, em um carro. As duas entram em uma festa e se prossegue o segundo verso de XCX, logo após, Iggy aparece na mesma sala de aula do início do vídeo, sentada, e basicamente não prestando atenção à aula com XCX atrás. Durante o verso final: "Quem faz isso / I-G-G-Y", a rapper aparece no corredor dos armários cantando, e o vídeo termina com Iggy andando por ele.

## Desempenho nas tabelas musicais
| Paradas (2014)                                   | Melhor posição |
| ------------------------------------------------ | -------------- |
| Alemanha (Deutsche Black Charts)                 | 17             |
| Austrália (ARIA)                                 | 7              |
| Bélgica (Ultratip Bubbling Under de Flandres)    | 9              |
| Bélgica (Ultratop)                               | 1              |
| Brasil (Brasil Hot 100 Airplay)                  | 1              |
| Canadá (Canadian Hot 100)                        | 1              |
| França (SNEP)                                    | 135            |
| Irlanda (IRMA)                                   | 16             |
| Nova Zelândia (Recorded Music NZ)                | 1              |
| Escócia (Scottish Singles Chart)                 | 5              |
| Eslováquia (Rádio Top 100)                       | 1              |
| Suécia (Sverigetopplistan)                       | 1              |
| Reino Unido (OCC UK R&B)                         | 1              |
| Reino Unido (UK Singles Chart)                   | 1              |
| Estados Unidos (Billboard Hot 100)               | 1              |
| Estados Unidos (Pop Songs)                       | 1              |
| Estados Unidos (Billboard Hot R&B/Hip-Hop Songs) | 1              |
| Estados Unidos (Billboard Hot Rap Songs)         | 1              |

| País                  | Certificação | Vendas    |
| --------------------- | ------------ | --------- |
| Austrália (ARIA)      | Diamante     | 900.000   |
| Nova Zelândia (RMNZ)  | 11× Platina  | 1.200.000 |
| Estados Unidos (RIAA) | 7× Platina   | 7.000.000 |

## Histórico de lançamento
| País             | Data                    | Formato                      | Gravadora             |
| ---------------- | ----------------------- | ---------------------------- | --------------------- |
| Reino Unido      | 17 de fevereiro de 2014 | Rádios urban contemporary    | Island Def Jam        |
| América do Norte | 3 de março de 2014      | Download digital             | Island Def Jam        |
| Estados Unidos   | 11 de março de 2014     | Rádios rhythmic contemporary | Island Def Jam        |
| Austrália        | 7 de março de 2014      | Download digital             | Virgin EMI, Universal |
| Mundo            | 6 de abril de 2014      | Download digital             | Virgin EMI, Universal |